# 诺伊法尔恩
诺伊法尔恩是德国巴伐利亚州的一个市镇。总面积38.75平方公里，总人口3786人，其中男性1896人，女性1890人（2011年12月31日），人口密度98人/平方公里。